# Акула галапагоська
Аку́ла галапаго́ська (Carcharhinus galapagensis) — акула з роду сіра акула родини сірі акули. Інша назва «сіра рифова акула галапагоська».

## Опис
Довжина сягає 3—3,7 м та близько 200 кг. Самиці дещо менші за самиць. Морда широка, округла. Очі середнього розміру. Ніс акули чутливий до деяких запахів і може визначити наявність крові при концентрації 1:1000 000, що можна порівняти з чайною ложкою крові, вилитої в басейн. Рот наділений 13—15 рядками зубів на кожній щелепі. Зуби на верхній щелепі трикутні, а на нижній — зазубрені. Має щільний тулуб зі спинними хребцями в кількості 58 (це найменше зі всіх акул свого роду).  На спині є 2 плавці. Перший плавець — найбільший. Грудні плавці великі та загострені. Особливою рисою цієї акули є цікавість: супроводжує кораблі, тикає в борт, вдаряє у весла і переслідує аквалангістів. Забарвлення буре або бурувато-сіре зі смугою з боків. Плавці дещо темніші з білими кінцями.

## Спосіб життя
Живе на дні на рівні 25—180 м і воліє триматися поблизу берегової лінії поруч з підводними скелями і кораловими рифами з сильною течією. Молодняк уникає сусідства дорослих акул, які вважають їх своєю здобиччю. Тримається поодинці або зграями. Це одна з небагатьох, яка демонструє свій намір напасти: перед атакою вона вигинає спину, піднімає голову, опускає плавники, а під час плавання крутиться і перевалюється з боку на бік. Галапагоська акула особливо агресивна в той час, коли перебуває в безпосередній близькості від здобичі.
Живиться морськими окунями, камбалами, скумбрією, летючими рибами, спинорогами, пласкоголовами, невеликими акулами, кальмарами, ракоподібними. На Галапагоських островах полює на морських котиків, морських левів, морських ігуан. Для того, щоб позбутися небажаного об'єкту, проковтнутого помилково, акула виштовхує шлунок через рот, спорожняєте його, після чого втягує шлунок назад через рот.
Акула росте повільно, в процес розмноження вступає пізно — у самців у 6—8 років, а у самиць — 7—9 років. Це яйцеживородна акула. Самиця через 12 місяців вагітності народжує 4—16 акуленят розміром 61—80 см. Це відбувається раз у 2—3 роки.
Тривалість життя сягає 24 роки.
Відноситься до видів, небезпечних для людини.

## Розповсюдження
Зазвичай зустрічається в тропічних водах поблизу островів у всіх океанах. Найбільше скупчення біля архіпелагів або групи островів, зокрема біля Бермудів, Галапагосів, Мадейри, Зеленого Мису, Маршаллових та Маріанських островів, Туамоту, Гаваїв. зустрічається також біля півострова Каліфорнія, уздовж узбережжя Гватемали та Колумбії, Португалії і Іспанії, східної Австралії.